# Kom, o kom, du betryckta själ
Kom, o kom, du betryckta själ är en psalm med text och musik av George Frederick Root. Texten översattes till svenska 1887 av Henrik Wilhelm Eklund och bearbetades 1987 av Christer Hultgren.

## Publicerad i
- Segertoner 1988 som nr 495 under rubriken "Att leva av tro - Kallelse - inbjudan".[1]